# Lac-des-Eaux-Mortes
Pour les articles homonymes, voir Eaux-Mortes.
Lac-des-Eaux-Mortes est un territoire non organisé situé dans la municipalité régionale de comté de La Mitis, dans la région administrative du Bas-Saint-Laurent, au Québec.

## Géographie
À partir du Grand lac Neigette, dans le nord-ouest de la municipalité, la rivière Neigette coule vers le nord.
À partir du Petit Étang, dans le sud, la rivière Mistigougèche, un affluent de la rivière Mitis, coule vers le nord-ouest.
La rivière Ferrée traverse le nord-ouest vers le nord-est jusqu'à son embouchure dans le lac des Eaux Mortes.
À partir du Petit lac Noir, dans le nord-ouest, la rivière Noire coule vers le nord-ouest.
À partir du lac Long, dans le nord-est, la rivière Patapédia coule vers le sud-est jusqu'à sa confluence avec la rivière Patapédia Est où elles délimitent le sud-est de la municipalité.

## Démographie
| 2001 | 2006 | 2011 | 2016 | 2021 |
| ---- | ---- | ---- | ---- | ---- |
| 0    | 56   | 5    | 0    | 0    |

## Économie
Le lac est situé sur la ZEC du Bas St-Laurent qui est une zone d'exploitation contrôlée (pour la pêche, la chasse et les autres sports extérieurs). Malgré son nom, le lac regorge de poissons, soit des truites, des devergemolles et quelques poissons plus petits.